# 五島卓道
五島 卓道（ごしま たくどう、1954年6月19日 - ）は、岐阜県美濃加茂市出身の野球指導者。

## 経歴
関高校、早稲田大学を経て、28歳まで川崎製鉄神戸にて内野手としてプレー。
現役引退後は川崎製鉄神戸のコーチを2年、監督を3年務める。
1988年11月に野球部強化に乗り出した千葉県の暁星国際高校の野球部監督に就任。当時は一回戦突破がやっとの弱小チームであったが監督就任の翌年からは小笠原道大や北川哲也らが入部。2年目の1990年夏には千葉県大会決勝に進出。翌年夏は期待されるも銚子商に初戦敗退。1993年には監督を退任。退任後も同校で教鞭を取る。
同じ木更津市内の木更津中央高校から誘いを受け、1998年11月には監督に就任。2年目の夏には千葉県大会準優勝。校名変更した2003年夏には甲子園出場を果たす。
その後も甲子園に春3回、夏7回出場している。2016年夏には過去最高成績のベスト8まで進む。

## 人物
- 五島の息子は自身の母校でもある、関高校の野球部部長を務めている[2]。

## 著名な教え子

### 川崎製鉄神戸
- 岡本透

### 暁星国際高
- 小笠原道大
- 北川哲也

### 木更津総合高
- 井納翔一
- 髙橋慎之介
- 鈴木健矢
- 早川隆久
- 山下輝
- 篠木健太郎